# Roger Francel
Pour les articles homonymes, voir Lefranc.
Roger Francel de son vrai nom Roger Lefranc, né le 30 novembre 1924 à Saint-Nicolas (province de Liège) et mort le 2 avril 2020 dans la même commune, est un comédien, scénariste de bande dessinée, producteur et animateur de radio belge.

## Biographie
Roger Lefranc naît le 30 novembre 1924 à Saint-Nicolas,. Il évoque Liège dans le documentaire La Mémoire singulière - Liège 1900 - 1940 en 1976. Il commence sa carrière professionnelle comme clerc de notaire. Puis, il se tourne vers le théâtre : il est de la troupe du Théâtre de l'Étuve à Liège, aux côtés de Pol Deranne, Georges Konen, Robert Louis ou encore Henri Leboutte. Il crée dans les années 1950 les pièces d'Adamov, Ionesco, René de Obaldia. Ensuite, installé à Liège, il intègre la troupe du Théâtre du Gymnase, où il reste plus de dix saisons y créant une trentaine de rôles. Il joue de très nombreux rôles en Belgique, au Luxembourg et en France. Comédien, metteur en scène, c’est surtout comme homme de radio qu’il se fait connaître, d'abord dans de nombreuses dramatiques théâtrales telles que Crime et châtiment avec Claude Rich, Pour qui sonne le glas, avec Pierre Vaneck, auxquelles il donne sa voix,. Puis, lorsque la RTB lance une véritable émission régionale en décrochage sur le deuxième programme sur une idée de Robert Stéphane, il en est, dans les années 1970, le premier animateur. C'était l'époque du "deux cent deux mètres /canal douze", avec une diffusion en ondes moyennes, puis le début de la fréquence modulée. Il accompagne le réveil des Liégeois dans l'émission Liège Matin diffusée de 5 h 30 à 9 h, avant que Philippe Luthers lui succède,. En 2018, l'émission célèbre son 50e anniversaire et est diffusée en radio sur VivaCité et en télévision sur VEDIA.
Roger Francel a longtemps déployé sur les antennes un inimitable ton très « vieille France ». 

### Producteur
Il est également producteur, dans le secteur des variétés : il sera l'une des chevilles ouvrières du Festival international de la chanson française à Spa, une collaboration des services publics français, canadien, suisse, et belge francophone, précurseur des Francofolies.

### DansTintin
C'est comme nouvelliste qu'il fait son entrée dans Tintin. Il écrit, sous son nom, la nouvelle Stop, illustrée par William Vance en 1963. L'année suivante, il publie Le Mangeur d'hommes de Kaïpur dessinée par le même dessinateur, ainsi que Avion non identifié illustrée par les époux Liliane et Fred Funcken. Il livre encore Vol interdit, illustrée par ce même couple en 1964.
En bande dessinée, il succède à René Goscinny comme scénariste de Signor Spaghetti dessiné par Dino Attanasio,. Il écrit Spaghetti contrebandier, un récit de 30 pages qui connaît une prépublication sous forme d'histoire à suivre dans ce périodique de 1965 à 1966. Ce dixième épisode de cette série humoristique est publié dans la collection « Une histoire du journal Tintin » des Éditions du Lombard pour l'édition belge. L'édition française étant publiée simultanément par les éditions Dargaud en 1969. Il enchaîne avec Spaghetti comédien du même tonneau en 1966. L'album vient enrichir la même collection en 1970. Avec Le Trésor de la pyramide, il livre un scénario d'un récit qui emmène les héros en Égypte. L'album à la pagination classique est publié dans la collection « Jeune Europe » en 1972. Il écrit encore Viva Spaghetti qui est publié dans la même collection l'année suivante sans avoir connu de prépublication. C'est au début des années 2010 que les éditions Le Lombard publient une intégrale de cette série classique franco-belge dont les épisodes précités sont repris dans les derniers tomes. Il signe de son nom de scène.

### Mort
Il meurt le 2 avril 2020 à Saint-Nicolas, à l'âge de 95 ans. Atteint par la maladie d'Alzheimer, il vivait en maison de retraite.

### Vie privée
Il était veuf de Louisa (Aki) Hubert.

## Œuvres

### Au théâtre
- 1961: L'Arlésienne[14], interprétation (Le Patron Marc)
- Le Mariage de Monsieur Mississippi[15] de Friedrich Dürrenmatt, Société libre d'Émulation au cours du Festival du Jeune Théâtre, Liège 26 septembre 1962, interprétation (Florestan Mississippi)
- 1967-1968 : La Belle Rombière[16] de Jean Clervers et Guillaume Hanoteau tirée de Littérature de Jean Clervers, mise en scène de Roger Francel ; spectacle du Centre Dramatique de Liège
- 1974/1975 : Une fille dans ma soupe[14], interprétation (Robert Danvers)
- 1974/1975 : Le Saut du lit[14], interprétation
- 1974/1975	: Le Grand Standing[14], interprétation
- 1975/1976 : Une demande en mariage[14], d'Anton Tchekhov, interprétation
- 1975/1976	: Les Sunshine Boys[14], interprétation
- 1975/1976 : La Mégère apprivoisée[14], de William Shakespeare, interprétation
- 1975/1976 : Feu la mère de Madame[14], de Georges Feydeau, interprétation
- 1976/1977 : Kean ou Désordre et Génie[14], d'Alexandre Dumas, interprétation (Comte de Koefeld)
- 1980/1981 : Un monsieur qui attend[14], interprétation
- 1980/1981 : Un coin dans le sens de la marche[14], interprétation
- 1980/1981 : Le Bal des voleurs[14], de Jean Anouilh, interprétation (Peterbono)
- 1981/1982 : Nina[14], interprétation (Adolphe)
- 1981/1982 : Crime parfait[14], interprétation
- 1985/1986 : Kidonkefou ou les incontinences de la Raison[14], interprétation (Voix)
- 1986/1987 : Caroline a disparu[14], interprétation (Jean-Marie)
- 1989/1990 : Trois chambres à Manhattan[14], d'après le roman éponyme de Simenon, interprétation
- 1990/1991 : Le Siècle des lumières[14], interprétation
- 1990/1991 : L'Étranger[14], interprétation
- 1990/1991 : Balzac et la Comédie humaine[14], interprétation
- 1991/1992 : Pauvre France ![14], interprétation
- 1991/1992 : Le Parapluie de l'escouade[14], interprétation
- 1991/1992 : Le Barbier de Séville[14], interprétation (Basile)
- 1992/1993 : Le Siècle des lumières[14], interprétation
- 1992/1993 : Molière cherche comédiens désespérément[14], interprétation
- 1992/1993 : Maison Commune[14], interprétation
- 1992/1993 : Je lui résistais, il m'a assassinée[14] !, interprétation
- 1993/1994 : Je lui résistais, il m'a assassinée[14] !, interprétation
- 1993/1994 : Balzac et la Comédie humaine[14], interprétation
- 1994/199 : Le Procès Molière[14], interprétation
- 1994/1995 : Europa[14], interprétation
- 1995 : Dostoïevski va à la plage[17],[18] de Marco Antonino de la Parra, mise en scène Frank Hoffmann du 6 janvier au 19 février 1995 au Grand Théâtre du Théâtre national de la Colline, interprétation
- 1995/1996 : Grec cherche Grecque[14], d'après le roman éponyme de Friedrich Dürrenmatt, interprétation
- 1996/1997 : Rhétorique[14], interprétation
- 2000/2001 : Par le trou du rideau[14], interprétation
- 2000/2001 : Le Grand Vizir[14], de René de Obaldia, interprétation
- 2001/2002 : Le Grand Vizir[14], interprétation
- 2001/2002 : Les Affaires sont les affaires[17], d’Octave Mirbeau, mise en scène Gérard Gelas, interprétation
- 2002/2003 : Les Mémoires de Maigret, adapté du roman de Simenon par le journaliste John Erler[19], interprétation
- 2002/2003 : Un ennemi du peuple[17], de Henrik Ibsen, mise en scène Hervé Dubourjal au Théâtre de la Tempête
- 2003/2004 : Les Mémoires de Maigret[14], interprétation
- 2005 : La Peste[17], d'après Albert Camus, mise en scène Marc Olinger
- 2006 : Le Barbier de Séville[17], de Beaumarchais, mise en scène Gérard Gelas.

### Au cinéma
Sauf indication contraire, les informations mentionnées dans cette section peuvent être confirmées par la base de données cinématographiques IMDb,  présente dans la section « Liens externes ».
- 1967 : Jeudi on chantera comme dimanche de Luc de Heusch, l'Abbé Forhomme
- 1991 : 
  - Un type bien de Laurent Bénégui, collègue
  - Toto le héros de Jaco Van Dormael, vendeur d'instruments de musique
- 1996 : Les Steenfort, maîtres de l'orge, mini-série.

### Albums de bande dessinée

#### Signor Spaghetti
- 10. Spaghetti contrebandier, Le Lombard, coll. « Une histoire du journal Tintin », Bruxelles, 1969
Scénario : Roger Francel - Dessin : Dino Attanasio - Couleurs : quadrichromie — édition française aux éditions Dargaud.
- 11. Spaghetti comédien, Le Lombard, coll. « Une histoire du journal Tintin », Bruxelles, 1970
Scénario : Roger Francel - Dessin : Dino Attanasio - Couleurs : quadrichromie
- 12. Le Trésor de la pyramide, Le Lombard, coll. « Jeune Europe », Bruxelles, 1972
Scénario : Roger Francel - Dessin : Dino Attanasio - Couleurs : quadrichromie
- 13. Viva Spaghetti, Le Lombard, coll. « Jeune Europe », Bruxelles, 1973
Scénario : Roger Francel - Dessin : Dino Attanasio - Couleurs : quadrichromie
- Int. 4. Intégrale 4, Le Lombard, Bruxelles, 2 décembre 2011
Scénario : René Goscinny, Roger Francel - Dessin : Dino Attanasio - Couleurs : quadrichromie -  (ISBN 978-2-8036-2841-4)
- Int. 5. Intégrale 5[20],[21],[22], Le Lombard, Bruxelles, 24 février 2012
Scénario : René Goscinny, Roger Francel - Dessin : Dino Attanasio - Couleurs : quadrichromie -  (ISBN 978-2-8036-2842-1)
- Int. 6. Intégrale 6[23],[24], Le Lombard, Bruxelles, 6 avril 2012
Scénario : Dino Attanasio, Roger Francel, Lucien Meys, Yves Duval - Dessin : Dino Attanasio - Couleurs : quadrichromie -  (ISBN 978-2-8036-2782-0),contient : Spaghetti comédien, Le Trésor de la pyramide et Viva Spaghetti, tous trois scénarisés par Roger Francel[12] et un dossier de 10 pages réalisé par Jacques Pessis.

#### Livres
: document utilisé comme source pour la rédaction de cet article.
- Jean Van Hamme, Introduction à la bande dessinée belge, Bruxelles, Bibliothèque royale de Belgique, 1968, 80 p., ill. ; 26 cm (lire en ligne), p. 20. [catalogue] publié à l'occasion de l'exposition La bande dessinée en Belgique, Bibliothèque Albert Ier, [Bruxelles], du 29 juin au 25 août 1968.
- Philippe Mellot, Michel Denni, Laurent Turpin et Isabelle Morzadec, Trésors de la bande dessinée : BDM 2025-2026 - Catalogue encyclopédique et Argus, Paris, Les Arènes, novembre 2024, 24e éd., 1839 p., ill. ; 23 cm (ISBN 979-10-37512-61-1, OCLC 1478218824, présentation en ligne), p. 1312. .

### Vidéographie
- Liège 1900 - 1940 sur Sonuma, Henriette Brenu (Intervenante), Papa Prosper (Intervenant), Jacques Ronvaux (Intervenant), Roger Francel (Intervenant), André Romus (Journaliste), émission La Mémoire singulière diffusée sur la RTB le 27 septembre 1976 (55 min).